# Parachelifer longipalpus
Parachelifer longipalpus är en spindeldjursart som beskrevs av Clarence Clayton Hoff 1945. Parachelifer longipalpus ingår i släktet Parachelifer och familjen tvåögonklokrypare. Inga underarter finns listade i Catalogue of Life.